# Павлув-Школьни
Павлув-Школьни (пол. Pawłów Szkolny) — село в Польщі, у гміні Воля-Кшиштопорська Пйотрковського повіту Лодзинського воєводства.
У 1975-1998 роках село належало до Пйотрковського воєводства.